# HMS Styrbjörn (P163)

HMS Styrbjörn (P163) modifierades till Kaparen-klass under tidigt 1990-tal och tillhörde då den 23. patrullbåtsdivisionen på Berga örlogsbas. Fartyget var annorlunda beväpnad jämfört med övriga patrullbåtar. Hon hade bland annat två stycken Torped 45 vid de främsta robotplatserna och detta föranledde att hennes robotar normalt stod i läge 3 och 4 istället för 1 och 2 som på de övriga fartygen.
Fartyget utgjorde från 1995 testplattform för en vidareutveckling av antiubåtsgranat-systemet Elma, där de tidigare fast monterade granatkastarna av typ ASW-600 som återfanns på övriga patrullbåtar, minröjningsfartyg och kustkorvetter på HMS Styrbjörn var rörlig och betecknades ASW-601. En annan effekt av den för patrullbåt annorlunda beväpningen var att hon blev tyngre än de övriga fartygen och därför uppträdde annorlunda i sjön. Fartyget förde devisen "skyr sällan stormen, aldrig striden" under 1990-talet.
Det avrustade fartyget såldes till The RCI Group Ltd i juni 2008.